# Morelos (satellite)
Pour les articles homonymes, voir Morelos (homonymie).

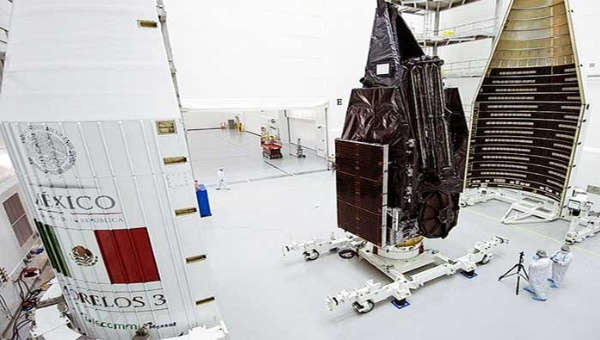

Les Morelos sont une famille de satellites de télécommunications domestiques mexicains construits par Hughes Aircraft Company (absorbé depuis par Boeing), nommés du nom d'un héros de l'Indépendance mexicaine José María Morelos dans le cadre du Morelos Satellite System (MSS). 
Ce furent les premiers satellites mexicains de ce type.

## Historique
À partir des années 1960, le Mexique s'intéresse à la technologie spatiale. En 1979, un projet de communications par satellites est décidé par le gouvernement mexicain, le ministère des Communications et des Transports et Televisa supervisant l'achat pour 150 millions de dollars américains de deux satellites du type Hughes 376 auprès Hughes Aircraft Company ayant remporté un concours devant Matra-Espace SA et General Electric Technical Services Company.
Depuis août 1998, Morelos 2 entame une orbite inclinée et a fonctionné au total 15 ans au lieu des 9 espérés à l'origine .
Le 2 octobre 2015, le satellite Mexsat-2 nommé Morelos 3, un modèle 702HP de Boeing, du Secrétariat des Communications et des Transports du Mexique a été lancé par une Atlas V.

## Caractéristiques

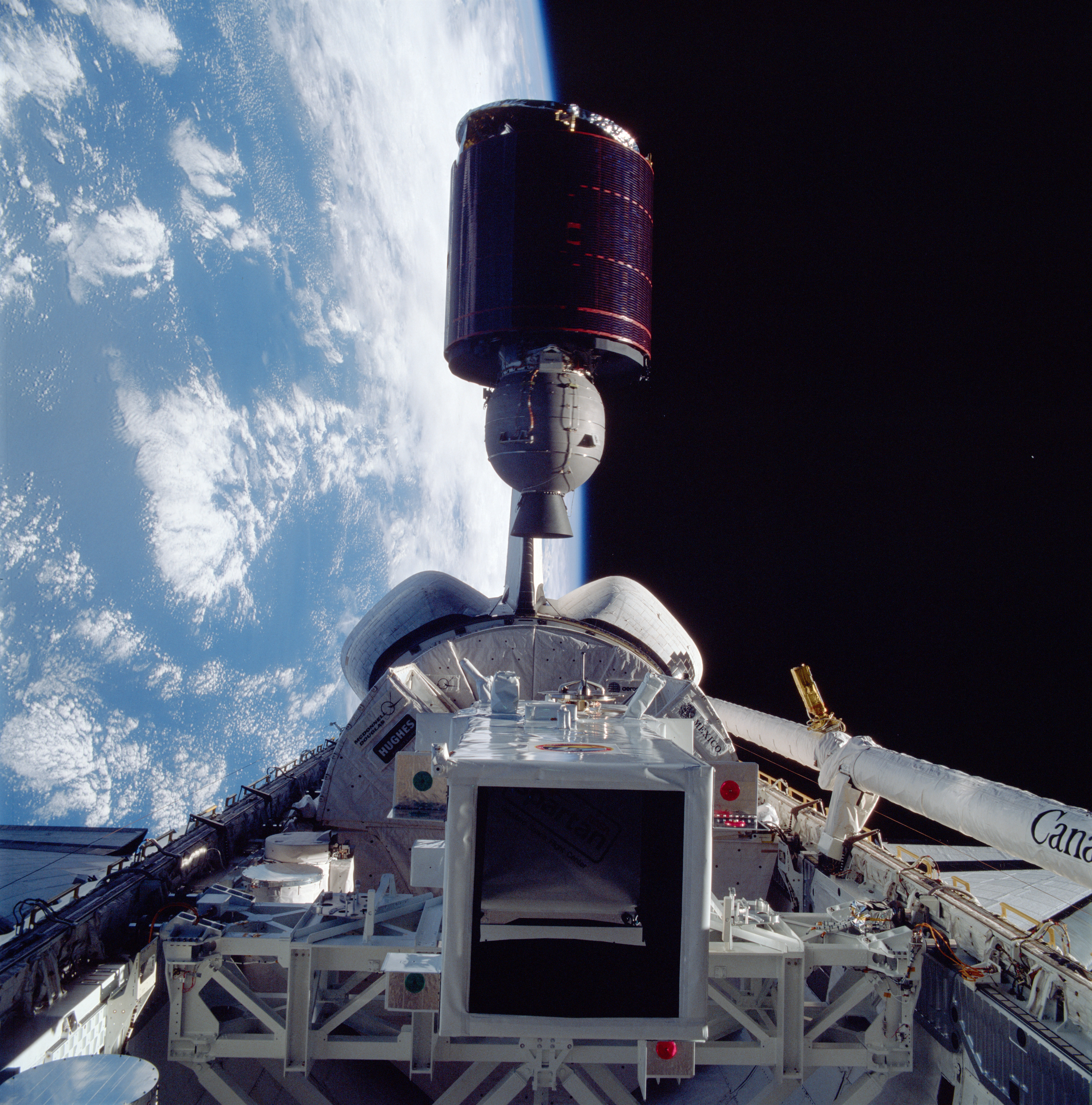
Déploiement du Morelos 1 lors de la mission STS-51G par la navette spatiale Discovery.

Deux exemplaires ont été lancés, le Morelos 1 le 17 juin et le Morelos 2 le 27 novembre 1985, par une navette spatiale américaine de la NASA, avec un propulseur auxiliaire PAM-D, et mis à poste sur l’orbite géostationnaire par 113,5° O. et 116,5° O. respectivement. 
Leur masse en orbite est de 646,5 kg. Ils font 2,16 mètres de diamètre et 6,62 m de hauteur.
Ils disposent de 18 répéteurs (+ 6 de secours) en bande C et de 4 (+ 2 de secours) en bande Ku pour des transmissions téléphoniques, de télévision et de données.
800 stations terrestres coûtant chacune 50 000 dollars couvrant la quasi-intégralité du territoire mexicain ont été installées par l'État et depuis 1998 par des opérateurs privés pour ces satellites et leurs successeurs.